# Bådarna (Brändö, Åland)
Bådarna är skär i Åland (Finland). De ligger i den nordöstra delen av landskapet, 70 km nordost om huvudstaden Mariehamn.
Terrängen runt Bådarna är mycket platt. Trakten är glest befolkad. Närmaste större samhälle är Brändö, 18,7 km sydost om Bådarna. 